# Cricotopus levantinus
Cricotopus levantinus är en tvåvingeart som beskrevs av Moubayed och Hirvenoja 1986. Cricotopus levantinus ingår i släktet Cricotopus och familjen fjädermyggor.
Artens utbredningsområde är Libanon. Inga underarter finns listade i Catalogue of Life.